# Polski Związek Faktorów
Polski Związek Faktorów (PZF) – federacja branżowa zrzeszająca największe i najbardziej aktywne firmy faktoringowe w Polsce.
Głównym zadaniem programowym związku jest integracja branży i koordynacja działań polskich firm faktoringowych na rzecz popularyzacji usług faktoringu. PZF publikuje między innymi branżowe dane statystyczne.
W PZF skupiona jest większość firm świadczących usługi faktoringowe w Polsce.
Do związku należy 21 członków (3 banki komercyjne i 18 samodzielnych podmiotów wyspecjalizowanych w faktoringu). Od kwietnia 2006 r. Polski Związek Faktorów jest kontynuatorem działalności Konferencji Instytucji Faktoringowych (KIF) powołanej w listopadzie 2001 roku.
Lista podmiotów zrzeszonych w PZF:
1. Alior Bank SA
2. BFF Polska SA
3. Bibby Financial Services Sp. z o.o.
4. BNP Paribas Faktoring
5. BOŚ Bank SA
6. BPS Faktoring i Leasing SA
7. Bank Handlowy w Warszawie SA
8. Coface Poland Factoring Sp. z o.o.
9. eFaktor SA
10. Eurofactor Polska SA
11. Faktoria Sp. z o.o.
12. FaktorOne SA
13. HSBC France (Spółka Akcyjna) Oddział w Polsce
14. IFIS Finance Sp. z o.o.
15. ING Commercial Finance Polska SA
16. KUKE Finance SA
17. mFaktoring SA
18. Millennium Bank SA
19. Pekao Faktoring Sp. z o.o.
20. PKO Faktoring SA
21. PragmaGO SA
22. Santander Factoring Sp. z o.o.
23. SGB Faktoring SA
24. SMEO SA
25. Transcash.eu SA